# Linepithema fuscum
Linepithema fuscum es una especie de hormiga del género Linepithema, subfamilia Dolichoderinae. Fue descrita científicamente por Mayr en 1866.
Se distribuye por Argentina, Ecuador, Perú y Venezuela. Se ha encontrado a elevaciones de hasta 2900 metros. Vive en microhábitats como pastizales.